# Nordre Frihavnsgade
Nordre Frihavnsgade er en gade på Østerbro i København. Den går fra trafikknudepunktet Trianglen i sydvest til Østbanegade i nordøst.
Før Københavns Frihavn blev anlagt i 1890'erne, var gaden en del af Kalkbrænderivejen, og gik kun til den nuværende Randersgade, der dengang også var en del af vejen. Det første københavnske kalkbrænderi blev oprettet i 1729 ved Langebro, men allerede i 1731 blev kalkbrænderiet flyttet ud mod Sundet, omtrent hvor S-station Nordhavn ligger. Øresunds kystlinje gik dengang hvor Strandboulevarden ligger. Nord for Gamle Kalkbrænderi oprettedes i 1779 Nye Kalkbrænderi. I 1892 blev gaden omdøbt til Nordre Frihavnsvej, og fra 1906 fik den sit nuværende navn, Nordre Frihavnsgade.
På hjørnet af Nordre Frihavnsgade og Trianglen/Østerbrogade ligger den tårnprydede beboelsesejendom "Petersborg" fra 1888. Arkitekten var Ferdinand Vilhelm Jensen, der bl.a. var med til at opføre byggeriet på Søtorvet 1873-1876. Ifølge traditionen skulle zar Peter den Store have haft sit hovedkvarter her, da hans hær slog lejr på Østerfælled i 1716 under Den Store Nordiske Krig, 1700-1721.
I nummer 11 ligger Ingrid Jespersens Skole. Skolen blev oprettet i 1894 som privat pigeskole af skolepioneren, frk. Ingrid Jespersen (1867-1938). Skolen begyndte undervisningen i lejede lokaler i en nu nedrevet villa på grunden, der oprindeligt var ejet af stormatadoren, ingeniør og fabrikant G.A. Hagemann (1842-1916), der også var ejer af den gamle Kryolitfabrik på Østerbro. Han var modstander af planerne om oprettelse af Københavns Frihavn. I Ingrid Jespersens Skole oprettedes i 1903 et af landets første skolelaboratorier til brug for fagene fysik og kemi, hvilket dengang var uhørt for en pigeskole. Allerede i 1900 havde skolen lige så opsigtsvækkende fået en sløjdsal, og den var en af landets første skoler, der havde husgerning på skoleskemaet. Ingrid Jespersen lagde fremsynet vægt på, at eleverne fik et ubrudt skoleforløb fra 1. klasse til studentereksamen. I 1897 blev skolen udvidet med en treetages ejendom på stedet, og siden 1930'erne er den udvidet med bygninger ud til Nordre Frihavnsgade. Skolen overtog således i 1929 politistationen i nr. 9, der derefter flyttede til Rosenvængets Allé 9. Siden 1960 undervises både piger og drenge på skolen.
Victor Borges Plads, populært kaldet Hjertepladsen, findes over for sidevejen Petersborgvej.
Nordre Frihavnsgade har udviklet sig til en velbesøgt forretningsgade med mange fødevare- og tøjforretninger samt antikvitetsbutikker af alle slags. Gaden blev i 2009 kåret til Byens Bedste Gade af læserne af byguiden AOK.
Der ligger mange hyggelige cafeer på Nordre Frihavnsgade, samt frisører og små unikke butikker.